# Comisarías de Colombia

Territorios nacionales de Colombia entre 1905 y 1991, año en el cual su categoría fue elevada a la de departamento.

Comisaría es el nombre con el cual se conocía a un tipo de subdivisión territorial de Colombia, hoy extinto, que junto con las intendencias conformaban los llamados territorios nacionales del país.
Las comisarías se dividían en corregimientos comisariales (a diferencia de las Intendencias que tenían municipios); no obstante, la ley autorizaba la posibilidad de crear municipios en las comisarías, cuando se definieran las condiciones legales y el gobierno lo considerara conveniente por razones especiales. Su régimen administrativo era muy distinto a los departamentos, siendo relegado este a las disposiciones del gobierno central que estaba en manos del Departamento Administrativo de Intendencias y Comisarías. Al mando de estas entidades se encontraba un comisario y un concejo comisarial.

## Lista de comisarías
Hasta 1991 las siguientes eran comisarías de Colombia, que tras esa fecha pasaron a denominarse departamentos:
| Nombre   | Capital               | Notas                                              |
| -------- | --------------------- | -------------------------------------------------- |
| Amazonas | Leticia               | Creada en 1928, extinta en 1931 y recreada en 1943 |
| Guainía  | Puerto Obando         | Segregada en 1963 de la comisaría del Vaupés       |
| Guaviare | San José del Guaviare | Segregada en 1977 de la comisaría del Vaupés       |
| Vaupés   | Mitú                  | Creada en 1910                                     |
| Vichada  | Puerto Carreño        | Creada en 1913                                     |

La siguiente es una lista de comisarías que existieron previamente a 1991, pero por diversas razones fueron extintas antes de dicho año:
| Nombre     | Capital   | Notas                           |
| ---------- | --------- | ------------------------------- |
| Arauca     | Arauca    | Creada en 1911, extinta en 1955 |
| Caquetá    | Florencia | Creada en 1912, extinta en 1950 |
| Juradó     | Juradó    | Creada en 1911, extinta en 1915 |
| La Guajira | Riohacha  | Creada en 1911, extinta en 1954 |
| Putumayo   | Mocoa     | Creada en 1912, extinta en 1958 |
| Urabá      | Acandí    | Creada en 1911, extinta en 1915 |